# Chapinero
Chapinero è uno dei distretti di Bogotà, in Colombia. È designato ufficialmente come distretto (località) numero 2.
È situato nella parte nordorientale della città ed è uno dei distretti più popolosi. 
I confini sono Calle 39 a sud, Avenida Caracas a ovest, Calle 100 a nord e le montagne orientali ad est.

## Quartieri
El Nogal, El Chicó, Antiguo Country, Rosales, Villa del Cerro, Chapinero Central, Chapinero Alto, La Cabrera, El Lago, El Virrey, Quinta Camacho, Pardo Rubio, Marly, La Salle, Bosque Calderón and La Porciúncula.